# Jort Kelder
Jort Paul Wouter Kelder  (Gouda, 22 september 1964) is een Nederlandse journalist, columnist, televisie- en radiopresentator en podcastmaker.
Van 1993 tot 2007 was hij hoofdredacteur van het maandblad Quote. Hij presenteerde onder meer de televisieprogramma's Bij ons in de PC (2007–2009), Hoe heurt het eigenlijk? (2011–2016) en Op1 (2020–2024); en het radioprogramma dr Kelder en Co (vanaf 2018). Ook was hij mede-auteur van boeken als Man & Pak (1996) en Oud geld (2002).

## Werk
Kelder studeerde Nederlands recht aan de Universiteit Utrecht (1983-1990). Naast zijn studie was hij persvoorlichter in het hoofdbestuur van de liberale jongerenorganisatie JOVD van 1987 tot 1989. Ook was hij eindredacteur van het verenigingsblad van de JOVD, de Driemaster, waarvoor hij interviews en fotoreportages maakte.
Na een stage bij het zakenblad Quote werd hij in 1990 aangesteld als redacteur bij het blad. In december 1993 werd hij hoofdredacteur van het tijdschrift. In 1998 werd Kelder door het Nederlands Uitgeversverbond verkozen tot 'Hoofdredacteur van het jaar' en in december 1999 werd Quote uitgeroepen tot 'Tijdschrift van het jaar'.
Vanaf 1993 schreef hij tevens artikelen en columns voor NRC Handelsblad en Het Parool. Van oktober 1997 tot juni 1999 was Kelder daarnaast medehoofdredacteur van het tijdschrift QPF. In april 2007, na de overname van Quote door Hachette Filipacchi Médias, besloot hij terug te treden als hoofdredacteur van Quote. Hij werd opgevolgd door Sjoerd van Stokkum.
Hij was vanaf 1996 mede-auteur van verschillende boeken, waaronder Man & Pak, met Yvo van Regteren Altena (1996); Oud geld, eveneens met Van Regteren Altena (2002); en Het Euro Evangelie, met Arno Wellens (2014).
Vanaf 2000 presenteerde Kelder verschillende televisieprogramma's, waaronder Kelder & Co (2000, Net5), Dragons' Den (2007–2008, KRO), Bij ons in de PC (2007–2009, KRO) en Hoe heurt het eigenlijk? (2011–2016, AVRO).
Vanuit het bedrijf "Mediamaatjes bv" (eigendom van Kelder en Ronald van de Laar) richtte Jort Kelder in juni 2008 de website 925.nl ("nine to five") op. In 2009 werd vervolgens zijn tv-productiebedrijf 925TV opgericht, van waaruit onder andere Bij ons in de BV werd geproduceerd.
Eind 2011, na de aanstelling van de nieuwe hoofdredacteur Mirjam van den Broeke, keerde Kelder enige tijd terug bij Quote als adviseur. Vanaf februari 2012 schreef hij een maandelijkse column op de achterpagina.
In 2018 en 2019 presenteerde hij het zondagse discussieprogramma Buitenhof, onder meer als vervanger van Pieter Jan Hagens (eerst voor AVROTROS, daarna voor de VPRO). Van 2020 tot 2024 was hij namens WNL een van de presentatoren van de talkshow Op1 (een duo-presentatie met Welmoed Sijtsma).
Sinds 2018 presenteert Jort Kelder op de zaterdagmiddag het radioprogramma dr Kelder en Co op NPO Radio 1 (AVROTROS). Sinds datzelfde jaar verschijnt de podcast De Jortcast, met gesprekken op basis van dit radioprogramma. Vanaf februari 2022 maakt hij, samen met Yvo van Regteren Altena, een tweewekelijkse podcast genaamd De Snobcast.
In 2020 kreeg hij de Pim Fortuynprijs toegekend door Simon Fortuyn, Leonard Ornstein, Rita Verdonk en Joost Eerdmans, omdat hij zich "met flair, elegantie en inhoud" mengde in het maatschappelijke debat.
Sinds april 2023 is hij columnist bij Het Financieele Dagblad. Sinds 2025 heeft hij een gesproken column genaamd Jorts Heilige Huisjes in Goedenavond Nederland.

## In het nieuws

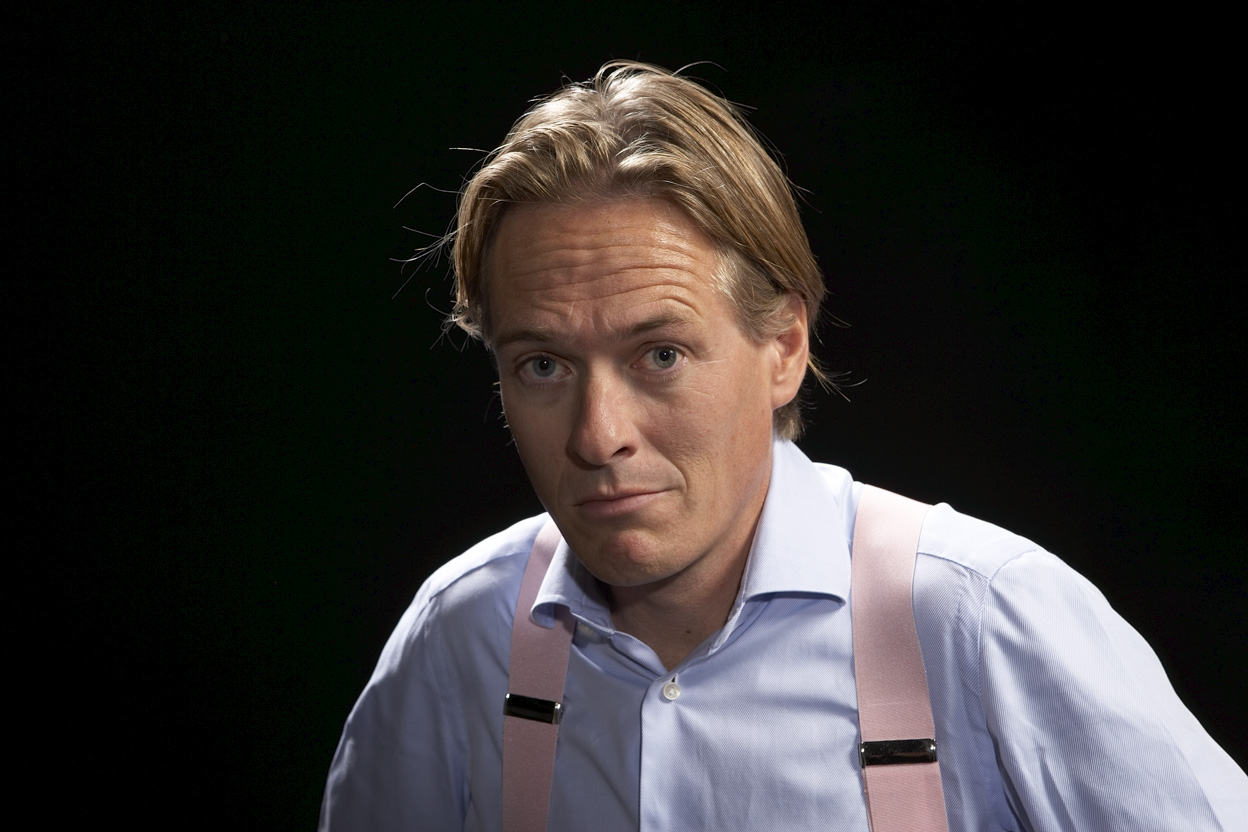

Kelder staat, naast zijn streepjes-overhemden, bretels, maatpakken en broeken op "hoog water", bekend om zijn uitgesproken standpunten en uitspraken. Hij haalt hiermee met enige regelmaat het nieuws.
Op 26 januari 2007 maakte hij in het radioprogramma Stand.nl advocaat Bram Moszkowicz en diens cliënt Willem Holleeder uit voor "maffiamaatjes". Dit kwam hem op een door de strafpleiter aangespannen kort geding te staan. De rechter achtte dat er geen sprake was van een onrechtmatige daad jegens Moszkowicz. Ook in hoger beroep op 24 mei 2007 sprak het gerechtshof Amsterdam Kelder vrij van het geheel van de eisen, hoewel het hof oordeelde "... dat, alle omstandigheden in aanmerking genomen, de door Kelder gebezigde uitlating 'maffiamaatje' als onrechtmatig jegens Moszkowicz moet worden aangemerkt". Alle andere vorderingen, behalve de motivering van het eerdere vonnis werden afgewezen. Bram Moszkowicz is niet tegen deze uitspraak in cassatie gegaan.
In 2024 won Jort Kelder in hoger beroep een rechtszaak tegen Google. Het bedrijf had te weinig gedaan tegen frauduleuze bitcoin-advertenties waarin gezichten van bekende Nederlanders werden misbruikt. Google was aansprakelijk voor de schade die Kelder had geleden.

## Persoonlijk
Kelder is sinds 1991 pescotariër en was als mede-initiatiefnemer betrokken bij de Stichting 'Eet geen dierenleed'. In december 2010 besteedde Kelder, in samenwerking met Wakker Dier, aandacht aan eenden en ganzen, waarbij hij het eten van ganzenlever betitelde als "rechtse hobby". 
Jort Kelder had een relatie met onder anderen actrice Georgina Verbaan (2003-2008) en met televisiepresentatrice Lauren Verster (2011-2015). Hij is goed bevriend met Mark Rutte, die hij in de jaren tachtig bij de JOVD leerde kennen.

## Prijzen
- 1994: Jonge Haan, voor aanstormend talent, toegekend door het Genootschap voor Reclame[16]

- 1998: Hoofdredacteur van het Jaar, Mercur uitgereikt door de Magazine Media Associatie (MMA), vakprijzen voor de magazine mediabranche[3]

- 1999: Tijdschrift van het Jaar, Mercur voor het zakenblad Quote, waar Jort Kelder op dat moment hoofdredacteur van was[4]

- 2020: Pim Fortuynprijs, uitgereikt door Simon Fortuyn en Leonard Ornstein[9]

## Boeken
- 1996 – Jort Kelder en Yvo van Regteren Altena, Man & Pak. Over de noodzaak van kleren op maat, kasjmier sokken en andere uiterlijkheden. Prometheus, 131 pp.
- 1999 – Jort Kelder en Yvo van Regteren Altena, Extravaganza! Basics voor de bezittende klasse. Prometheus, 143 pp.
- 2002 – Yvo van Regteren Altena, Binnert de Beaufort, Jort Kelder, Oud geld. Het verborgen leven van de stille elite. Prometheus, 150 pp.
- 2007 – Jort Kelder en Yvo van Regteren Altena, Pak op zak. Wat mag aan en wat moet uit?. Prometheus, 112 pp.
- 2009 – Harry Veenendaal en Jort Kelder, ZKH. Hoog spel aan het hof van Zijne Koninklijke Hoogheid. De geheime dagboeken van mr. dr. I.G. van Maasdijk. Uitgeverij Gopher, 116 pp. (Van Maasdijk was particulier secretaris van prins Bernhard.)
- 2014 – Arno Wellens en Jort Kelder, Het Euro Evangelie. Waarom het misgaat met onze munt. Uitgeverij Gopher, 84 pp.; Tweede, herziene druk in 2017 verschenen onder de titel: Het Euro Evangelie Deel II. We krijgen gelijk. Uitgeverij Gopher, 136 pp.

## Televisie en radio

### Televisieprogramma's
- 2000, Kelder & Co (lifestyleprogramma, Net5)
- 2002, We zijn zo terug (reclamequiz, Net5)
- 2003, Testbeeld (Veronica)
- 2005, NSE (nieuwsrubriek, medepresentator vanaf 7 oktober 2005, Talpa)
- 2006, Parla (praatprogramma, KRO)
- 2007–2008, Dragons' Den (KRO)
- 2007–2009, Bij ons in de PC (KRO)
- 2009, Topverkopers (KRO)
- 2009, Belastingen: is betalen voor de dommen? (KRO)
- 2010, Bij ons in de BV (KRO)
- 2011–2016, Hoe heurt het eigenlijk? (AVRO)
- 2012, Het snelle geld (VPRO)
- 2017, Ten Strijde! (AVROTROS)
- 2017–2018, Het Pronkstuk van Nederland (AVROTROS)
- 2018, De Wereld van Morgen (AVROTROS)
- 2018–2019, Buitenhof (AVROTROS, VPRO)
- 2019, Kelder & Klöpping (AVROTROS)
- 2020, Van oud geld, de dingen, die niet voorbij gaan[17] (AVROTROS)
- 2020–2024, Op1 (WNL) (duo-presentatie met Welmoed Sijtsma)
- 2021, Dragons' Den (WNL)[18]

### Radioprogramma
- 2018–heden, Dr Kelder en Co (AVROTROS)

### Podcasts
- 2018–heden, De Jortcast (AVROTROS)
- 2022–heden, De Snobcast, met Yvo van Regteren Altena (Tonny Media)
- 2025–heden, Bubbels!, met Hannah Prins (Tuinhuis Media)

### Diversen
- Kelder was met regelmaat tafelheer of gast bij de praatprogramma's De Wereld Draait Door, Pauw, Jinek en Eva.

- Ook speelde hij mee in enkele reclamespotjes van de Friesland Bank; samen met Gerard Joling in commercials van verhuurbedrijf Sixt; en maakte hij reclame voor het parfummerk YVRA.

- In januari 2012 was hij te gast bij Jeroen Pauw in diens programma 5 jaar later.

- In september 2014 zond Brandpunt Profiel een veertig minuten durend portret van Kelder uit, samengesteld door Eva Jinek aan de hand van vraaggesprekken met zijn toenmalige vriendin Lauren Verster, familie en vrienden.

- Nederlandse Thesaurus van Auteursnamen: 119930366
- Virtual International Authority File: 285015062